# Joseph Sauveur
Joseph Sauveur (ur. 24 marca 1653 w La Flèche, zm. 9 lipca 1716 w Paryżu) – francuski matematyk i fizyk.

## Życiorys
Choć do siódmego roku życia był niemową, później ukończył słynne jezuickie kolegium w La Flèche (w którym wcześniej kształcili się Mersenne i Kartezjusz). Bardzo aktywny, zajmował się wieloma zagadnieniami. W 1686 r. otrzymał katedrę w Collège royal, a w 1696 r. został członkiem l’Académie royale des sciences.
Najważniejsze są jego osiągnięcia w akustyce (wprowadził termin acoustique, wywiedziony z greckiego ἀκουστός, słyszalny). W swych pomiarach używał m.in. efektu dudnienia, okresowych zmian amplitudy drgania powstałego z nałożenia się dwóch drgań o zbliżonych częstotliwościach. Skonstruował échomètre i inne pomysłowe urządzenia. Wprowadził bardzo małe jednostki interwałów akustycznych: méride (oktawa podzielona na 43 równe części), eptaméride (1/7 méride, czyli 1/301 oktawy) i inne.
Saveur potwierdził przypuszczenie Mersenne’a, że poszczególne części struny wykonują niezależne drgania w wyższych częstościach. Kładł maleńkie kawałki papieru w różnych miejscach drgającej struny i obserwował ich wertykalne ruchy. Stwierdził, że pewne części struny drgają niezależnie od siebie, jak gdyby struna była podzielona na oddzielne odcinki. Ich częstotliwości są wielokrotnościami częstotliwości podstawowej i każda wydaje swój osobny dźwięk. Nazwano je później alikwotami.